# (161) Атхор
(161) Атхор (лат. Athor) — астероид главного пояса, принадлежащий к третьему по численности спектральному классу M. Он был открыт 19 апреля 1876 года американским астрономом Дж. Уотсоном в Анн-Арборе, США и назван в честь Хатхор, древнеегипетской богини любви и плодородия.

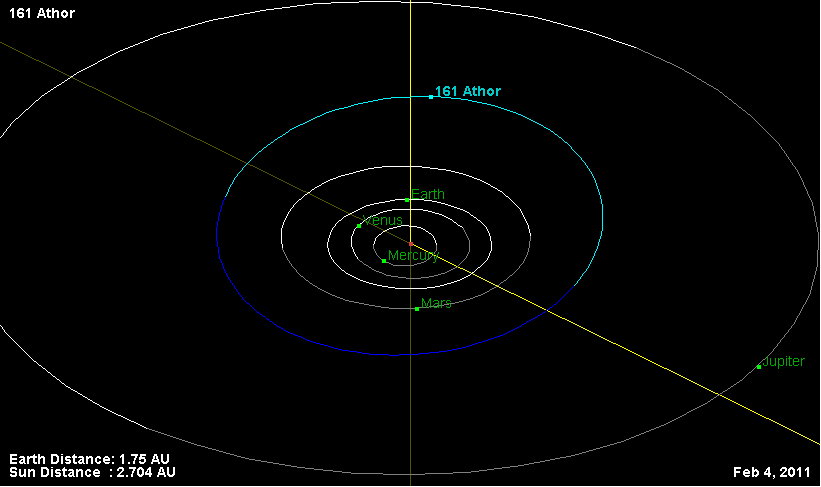
Орбита астероида Атхор и его положение в Солнечной системе

Покрытие звёзд этим астероидом было зафиксировано 15 октября 2002 года, благодаря чему удалось примерно оценить диаметр астероида в 44,19 км.